# Sora no Uta ~Higher and Higher~/Hisōbi
"Sora no Uta ~Higher and Higher~/Hisōbi" (宇宙の詩 ～Higher and Higher～/悲壮美, ") é o vigésimo single da banda japonesa de rock Luna Sea, lançado em 29 de maio de 2019. É o segundo single da banda sendo um Lado-A duplo. Alcançou a sétima posição na Oricon Singles Chart e a vigésima na Billboard Japan Hot 100.

## Visão geral
Ambas as canções foram usadas como temas de abertura do anime Mobile Suit Gundam: The Origin - Advent of the Red Comet; "Sora no Uta ~Higher and Higher~" foi usado do episódio um ao episódio quatro e "Hisōbi" foi usado do episódio cinco até o episódio oito. Fã da franquia Gundam desde a infância, o guitarrista Sugizo foi o responsável pela composição de todas as canções.
O videoclipe de "Sora no Uta ~Higher and Higher~" utiliza filmagens do anime, já que sua letra apresenta conexões com o mundo ficcional de Gundam. Um videoclipe diferente usando imagens da banda se apresentando ao vivo no Nippon Budokan também foi lançado. Já o videoclipe da balada "Hisōbi" mostra a banda tocando a em dunas de areia, com imagens filmadas com um drone por um campeão de corrida de drones.

## Lançamento
O single foi lançado em três edições; uma edição regular, uma edição limitada A e uma edição limitada B, cada uma com uma capa diferente. As capas dos dois últimos foram ilustradas por Yoshikazu Yasuhiko; a Edição Limitada A apresenta personagens de Mobile Suit Gundam: The Origin, enquanto a Edição Limitada B apresenta os membros do Luna Sea. Duas versões adicionais das edições limitadas foram vendidas exclusivamente através da loja da Universal Music e incluem uma camiseta com as ilustrações da capa, com a Edição Limitada A também incluindo um DVD do videoclipe de "Sora no Uta ~Higher and Higher~".

## Faixas
Todas as faixas escritas e compostas por Sugizo. 
| N.º            | Título                                                             | Duração |  |
| 1.             | "Sora no Uta ~Higher and Higher~" (宇宙の詩 ～Higher and Higher～) | 5:07    |  |
| 2.             | "Hisōbi" (悲壮美)                                                  | 4:43    |  |
| Duração total: | Duração total:                                                     | 9:50    |  |

## Ficha técnica
Luna Sea
- Ryuichi - vocais
- Sugizo - guitarra solo, produção, composição
- Inoran - guitarra rítmica
- J - baixo
- Shinya Yamada - bateria

## Desempenho nas paradas
| Parada (2020)           | Posição de pico |
| ----------------------- | --------------- |
| Oricon Singles Chart    | #7              |
| Billboard Japan Hot 100 | #20             |